# Lajedos de Corumbá
Lajedos de Corumbá são formações rochosas localizadas no município de Corumbá, no estado de Mato Grosso do Sul, Brasil. A área é composta por extensos afloramentos de rochas carbonáticas, associadas ao Grupo Corumbá, unidade geológica que remonta ao período Neoproterozoico.
Além de seu valor geológico, os lajedos também apresentam relevância arqueológica, com registro de arte rupestre e indícios de ocupação humana pré-histórica em abrigos naturais. Essas evidências contribuem para a compreensão das ocupações humanas antigas no entorno do Pantanal.

## Importância
Os Lajedos de Corumbá são considerados importantes para estudos sobre a transição entre ambientes marinhos e continentais no final do Pré-Cambriano, além de oferecerem dados relevantes para a geoarqueologia do centro-oeste brasileiro.